# Ilybius fenestratus
Ilybius fenestratus är en skalbaggsart som först beskrevs av Fabricius 1781.  Ilybius fenestratus ingår i släktet Ilybius och familjen dykare. Arten är reproducerande i Sverige. Inga underarter finns listade i Catalogue of Life.

## Bildgalleri

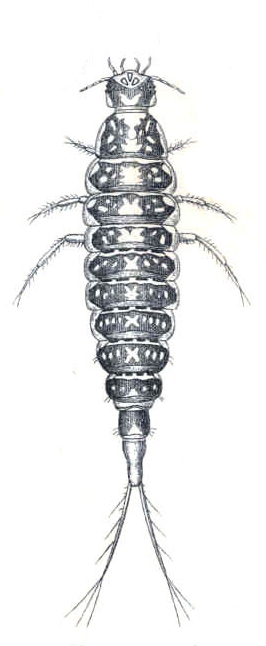
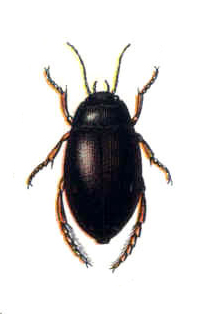
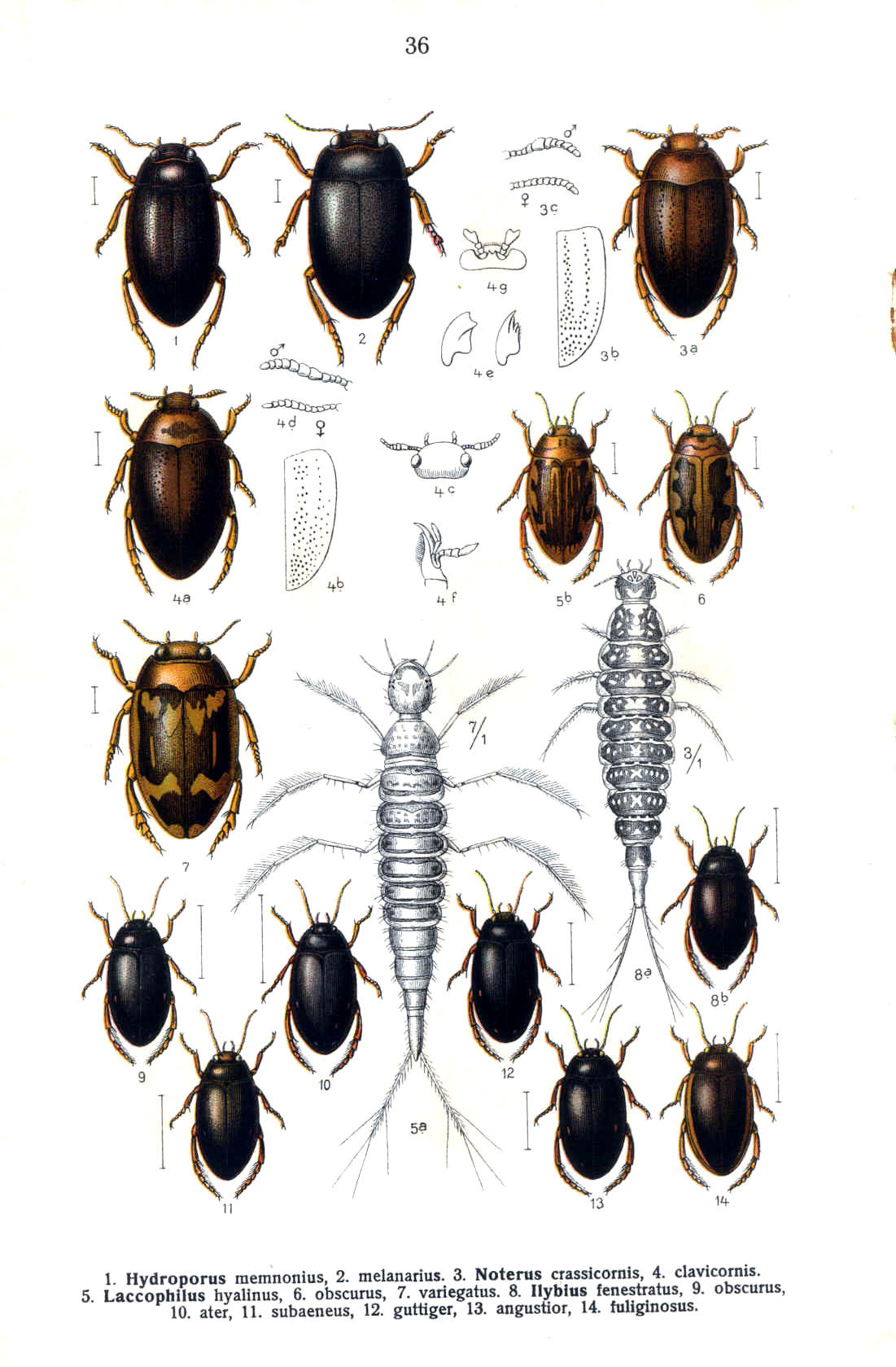